# Prostitution i Sverige

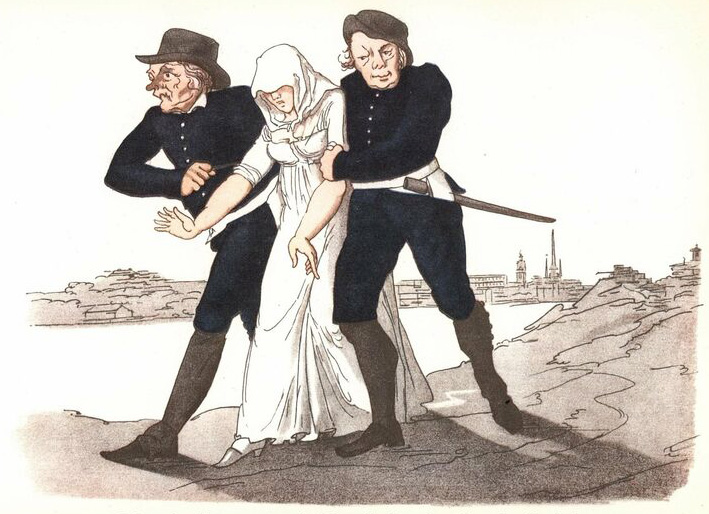
Paltar bortföra en gatnymf. Litografi efter akvarell av Per Nordquist (Sent 1700-tal).

Prostitutionen i Sverige har genom den svenska historien ofta betraktats som ett moraliskt, socialt eller jämställdhetspolitiskt problem. Prostitution är lagligt, men verksamheten försvåras genom att många direkt relaterade verksamheter är kriminaliserade. Reglementering, lösdriverilagar, frisläppande men stigmatisering och 1999 års sexköpslag har varit samhällets sätt att försöka hantera och begränsa denna omdiskuterade verksamhet. Prostitution som fenomen verkar i gränstrakterna mellan arbete, moral, utnyttjande, hot mot familjevärden och kvinnors rättigheter.
I Sverige infördes från 1812 och framåt flera olika förordningar om kontroll av prostituerade för att begränsa spridningen av könssjukdomar. Reglementeringen fortsatte fram till 1922, då prostitution istället bedömdes utifrån 1885 års lösdriverilagstiftning. Prostitution är inte förbjudet i Sverige, men sexköp är förbjudet genom den så kallade sexköpslagen som trädde i kraft 1999. Lagen har inspirerat andra länder till att införa en liknande lagstiftning.
Efter sexköpslagens införande finns en majoritetsåsikt att sex är något man inte ska betala för, men debatter omkring olika typer av sexköp, sexarbete och sexarbetare blossar återkommande upp. För de flesta har sexköpslagen och åtal en avskräckande effekt – dock inte för de notoriska sexköparna. Den fortsatta svenska politiken bygger på att sexköpare är brottslingar, prostituerade offer och hela verksamheten tecken på ett ojämställt samhälle. Samhällets stöd till prostituerade eller före detta prostituerade är dock ojämnt, delvis på grund av det sociala stigma som verksamheten omges med.
Prostitution förekommer på senare år allt mer över Internet, och tjänsterna marknadsförs ofta som eskortservice. Försäljning av sex på Internet var under inledningen av tjugohundratalet ett förhållandevis outforskat område, vilket medförde att kunskapen om försäljning av sexuella tjänster på Internet då var begränsad. I samband med prostitutionen, dess problem och möjligheter diskuteras ofta även andra sexrelaterade sysselsättningar som webbkameramodellande, striptease och produktion av pornografi. 2025 kriminaliserades webbkameramodellande där sexköparen kan kommunicera önskemål till sexsäljaren, genom en skärpning av sexköpslagen.

## Historia

### Före 1800-talet
Under medeltiden nämns prostituerade endast fragmentariskt i Sverige. I det medeltida Stockholm nämns prostituerade kvinnor som ”Anna Svandunet”, ”Ingrid Honungspottan” eller ”Katarina Papegojan”. Det nämns att prostituerade inte fick bo på vissa gator för att inte genera borgerskapet, som såg det som vanhedrande att bo nära prostituerade. Stadens råd i Stockholm förbjöd prostituerade att bära kläder i scharlakan (rött tyg), gråskinn (ekorrens vinterpäls), eller dekorera sina kläder med silver eller guld. Däremot förekommer inte prostituerade i brottsregistren, eftersom det inte fanns något förbud mot att sälja eller köpa sex. 
Före 1800-talet existerade inget uttryckligt förbud mot prostitution som sådan i Sverige- Däremot var sex utanför äktenskapet förbjudet (från medeltiden fram till 1864), oavsett om det var frågan om prostitution eller inte. Detta bestraffades med antingen böter eller kroppsstraff inom kyrkoplikten, en lag som också påverkade både prostituerade och dem som köpte sex. Ett exempel på detta var fallet med Sara Simonsdotter och hennes bordell i Stockholm 1618–1619, där såväl de prostituerade som deras kunder underkastades straff för att ha begått hor snarare än för prostitution som sådant. 
Från 1724 och framåt kunde kvinnor i Stockholm, som inte kunde visa papper på att de hade försörjning genom ett lagligt yrke, förmögenhet eller någon som gick i god för dem, bli placerade på Långholmens spinnhus för att förhindra att de försörjde sig "osedligt", vilket i praktiken syftade på prostitution.  Epokens kurtisaner, det vill säga lyxprostituerade, som kontaktade klienter på teatern och operan och mötte dem i deras bostäder, kunde under denna tid ofta kringgå spinnhuset genom att få ett intyg om försörjning eller god vandel från en förmögen beskyddare, eller officiellt uppge ett lagligt yrke på papperet, vanligen på teatern eller operan.
1734 års lag var den första lag som uttryckligen nämnde prostitution i någon mening: enligt denna kunde bordellverksamhet eller prostitution inom en bordells väggar bestraffas med hudstrykning eller allmänarbete. Detta gällde oavsett om man sålde sex eller köpte sex.
Bordeller i modern mening tycks inte ha funnits i Stockholm och Sverige under 1700-talet. Istället arrangerades möten mellan sexköpare och prostituerade av kopplare i tillfälliga lokaler, så som i kopplarens bostad, och denna lokal kallades då för "jungfrubur" eller "horhus". Jungfrubur blev en dåtida benämning på hus där det misstänktes pågå otukt och som därmed tillfälligt utgjorde ett "horhus" (som då tillfälligt fungerade som ett hus att möta jungfrur i, eller ett hus att bedriva hor i) men som inte behövde stå för ett hus där flera prostituerade bodde och tog emot kunder på heltid, något som troligen var obefintligt i Stockholm före 1800-talets mitt. Både Lovisa von Plat och hennes rival Anna Stina Buckner bedrev koppleri genom att bjuda in kunder och prostituerade kvinnor (som bodde på annat håll) till sin bostad, som då kallades för "horhus", och Maria Torstensson samlade ihop prostituerade kvinnor att delta i den mest berömda av alla horbaler, expeditionsbalen på kungliga slottet 1768.
I 1700-talets Stockholm misstänktes kaffehus, som drevs av före detta älskarinnor till rika män, ofta för att vara maskerade bordeller, och det förekom att pigorna på sådana etablissemang, liksom på krogar och värdshus, ibland utsattes för medicinska tvångsundersökningar för att förhindra spridningen av könssjukdomar, men detta skedde då utan stöd av någon specifik lag.

### 1800-talet

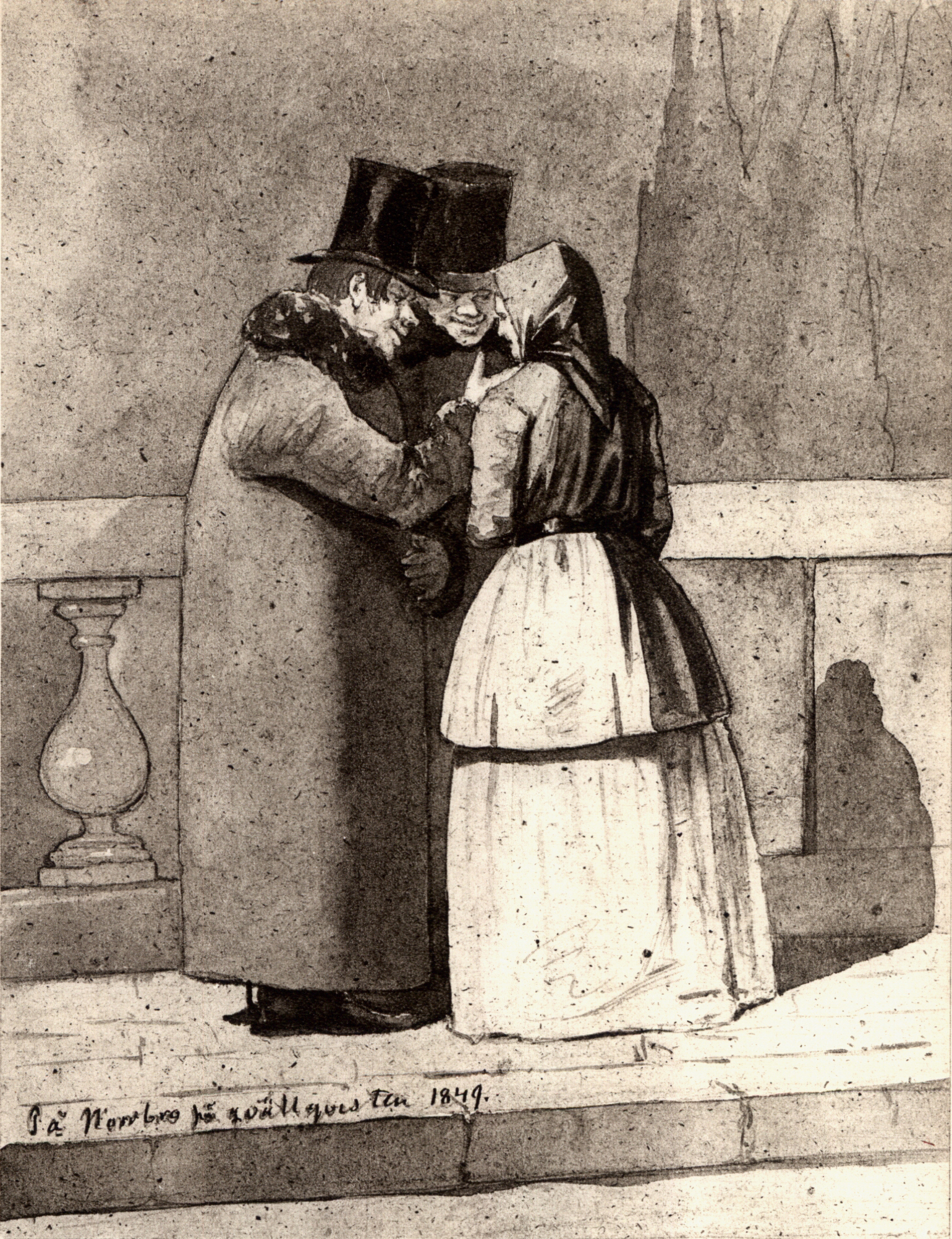
Prostitution på Norrbro i Stockholm, 1849. Lavering av C. J. A. Skogman.

I Sverige infördes under från 1812 och framåt flera olika förordningar om kontroll av prostituerade för att begränsa spridningen av smittsamma könssjukdomar. 1812 blev det tillåtet enligt lag att tvångsundersöka alla personer som kunde misstänkas vara veneriskt sjuka. Män ansågs oförmögna till sexuell självkontroll, och det var därför de prostituerade kvinnorna som främst låg i fokus för uppmärksamheten och beskrevs som ett problem. I Stockholm ansåg det vid denna tid vara vanligt att den kvinnliga personalen på krogar, kaffehus och cigarrbodar prostituerade sig, och dessa utsattes ofta för tvångsmässiga medicinska undersökningar av myndigheterna. Detta orsakade dock protester från kvinnor som blivit oskyldigt utsatta. Mellan 1838 och 1841 praktiserade Stockholms stadsmyndigheter ett försök att kontrollera prostitutionen genom två offentliga bordeller, London och Stadt Hamburg, där de anställda regelbundet kontrollerades. Experimentet fick dock avbrytas efter häftiga protester 1841.
I en fiktiv »reseskildring» från 1840-talets Stockholm av pseudonymen François Rouel (Karl af Kullberg), kommenterades: 
"Bordeller, i egentlig mening, finnas icke i Stockholm. Konkubiner frodas der så mycket mera. På mina frågor, om den eller den af de personer, med hvilka jag gjorde bekant-skap, var gift, svarades ofta: »nej, men han har mamsell, han har hushållerska». Det ansågs, som en tjenlig, auktoriserad väg emellan gift och ogift."
Även August Timoleon Wistrand noterade 1843 att "Till följd af våra bestämda lagar emot skörlefnad, finnes vis-serligen icke i Sverige några egentliga bordeller; men Sverige är värdshuspigornas land och hvarje bättre eller sämre värds-hus, äro pigornas lön och underhåll beräknade att utgå genom biförtjenster af otukt, eller så kallade drickspenningar", och att sexhandeln ägde rum i Vauxhallen, på  lördagsbalerna, i grannskapet av Ladugårdslands kaserner, på Djurgården och i olika värdshus.
Under 1800-talet infördes den så kallade "reglementeringen" i flera länder, och prostitutionsfrågans behandling kom att sammanhänga med striden mellan anhängare och motståndare till detta system. I Sverige blev regelbundna hälsoundersökningar obligatoriskt för prostituerade i Stockholm när den kommunala besiktningsbyrån grundades 1847, och 1859 infördes reglementeringen. Andra städer följde efter, med Göteborg som den första 1865. Tanken bakom reglementeringen av de prostituerade kvinnorna i Sverige var att man skulle stoppa spridningen av könssjukdomar. I vissa städer där det vistades många unga män, till exempel studentorter eller där det fanns regementen ville man särskilt göra en insats. 
Då de prostituerade kvinnorna ansågs vara skyldiga till spridningen, bokfördes och registrerades kvinnor i några orter i Sverige av polisen och togs in för undersökning, så kallad besiktning en gång i veckan. I och med detta befästes deras identitet som prostituerade då de fråntogs sina prästbetyg som behövdes när man skulle lämna staden och istället gavs en besiktningsbok där undersökningarna bokfördes. Förespråkarna av reglementeringen använde argumentet att kvinnorna behövdes för att skydda de "kyska" icke prostituerade kvinnorna som fanns i staden från de unga männen, som inte förväntades kunna behärska sin sexualdrift. 
Motståndarna mot reglementeringen grundade också rörelser mot den, främst representerat av Josephine Butler i Storbritannien. En svensk gren för motståndet mot reglementering, den så kallade Federationen, grundades 1878, med Ellen Bergman som en av dess främst företrädare; denna samarbetade sedan med Vaksamhet, en förening mot sexhandeln.  
Idén med reglementeringssystemet var från början att minska spridningen av veneriska sjukdomar i Sverige.Myndigheternas oro för dessa sjukdomar tilltog i början av 1800-talet. Ett ökande antal smittade och att det inte fanns något reellt botemedel, skapade en rädslan av att sjukdomarna skulle hota Sveriges inte så stora befolkning. Ett sätt att stoppa smittan behövdes. Innan reglementeringssystemets införande prövades andra metoder. 
1812 års cirkulär krävde inspektioner av vissa samhällsgrupper, både kvinnor och män, för att förhindra ökad spridning. Under början av århundradet, var det inte prostituerade kvinnor som sågs som den största smittrisken i Sverige. Sjukdomen förknippades då med de lägre klasserna. I Stockholm lades redan från början den största delen av fokus på kvinnor, vilket resten av landet också skulle komma att göra. Efter cirkulären, under en kort period 1838, hade huvudstaden två kommunala bordeller. När allmänheten reagerade på detta med stenkastning, behövdes en annan lösning.
En medicinsk reglering infördes i Stockholm 1847, följd av reglementeringen 1859. Denna reglementering av prostituerade eller så kallade ”skörlevande” kvinnor var kvar fram till 1918. Även andra städer skulle komma att använda sig av liknande system. Reglementeringen skiljde sig från den tidigare regleringen; när regleringen handlade om smittskydd, kom reglementeringen (med dess revidering 1875) att flytta fokus till kontroll, se till att prostituerade kvinnor inte beblandades med respektabla människor, bedöma var de skulle bo och vilka gator de fick gå på, samt att försöka hitta och registrera de kvinnor som ännu inte var inskrivna.

#### Synen på reglementerade kvinnor
Under 1800-talets reglementering av prostitutionen pågick det parallellt med lagstiftningen, diskussioner kring den prostituerade i samhället. Även om dessa kvinnor ofta sågs som en nödvändig närvaro i storstäderna, var hon samtidigt en avvikelse från tidens kvinnoroll och ansågs vara en bidragande faktor till spridningen av veneriska sjukdomar. Detta avsnitt behandlar de olika syner som fanns på den prostituerade under 1800-talets senare hälft, hur olika grupper såg på henne och hur det (enligt dem) kom sig att hon var prostituerad. Området är avgränsat till prostitutionen i Stockholm; huvudstadens storlek gav rum för en större debatt och stadens befolkningsökning ledde till fler prostituerade.
Ordet prostituerad, för att benämna de kvinnor som blev reglementerade, började inte användas förrän i mitten av 1800-talet och användes i reglementeringen först 1875. Ordet prostituerad hade inte heller från början, samma betydelse som idag. Snarare än sexförsäljning, kunde det hänvisa till kvinnor som hade utomäktenskapligt sex. Något som inte avkriminaliserades i Sverige förrän 1864. 1875 var året då kommersialitet, som anledning till inskrivning vid en besiktningsbyrå, blev en del av reglementet. Innan dess, och innan ”prostituerad” blev ett vedertaget begrepp, användes en rad andra benämningar för de kvinnor som var i reglementeringens fokus. I läkarnas journaler, i polisens dokumentation, i lagstiftningen och i tidningarna benämndes istället så kallade ”liderliga”, ”sedeslösa”, ”lösa” och ”fallna” kvinnor med mera. Registrering vid en så kallad ”prostitutionsbyrå”, behövde inte betyda att kvinnan i fråga sålde sex. Andra saker kunde resultera i prioritering av prostitutionspolisen; besök av män vid olämpliga tider, sexuella förbindelser eller liknande kunde leda till registrering. Vad myndigheterna ansåg vara ett ”omoraliskt” eller ”sedeslöst” liv. Begreppen förklarar vilka kvinnor det var som blev registrerade, och hur samhället såg på dem. Begreppsanvändningen kom att smalna av kring slutet av århundradet, men sättet som samhället såg på dessa kvinnor levde kvar längre än så.

#### Minderåriga
Kurhusläkaren Axel Gabriel Carlsson beskrev år 1851 i en redogörelse en sexårig flicka som tagits in på ett kurhus. I denna beskrivning hade inte flickan utsatts för övergrepp eller våldförande, hon hade haft samlag. Det var inte ett unikt fenomen att unga flickor ingick i sexhandeln under årtiondena innan sekelskiftet, och det diskuterades av tidens läkare. Barn som dessa ansågs sakna moralisk uppfostran och vara på osedlighetens och liderlighetens bana. Sociala förhållanden sågs inte, av många läkare, som en bidragande orsak till deras sexförsäljning. Det var istället deras karaktär det var fel på.

#### ”Liderlig och lös”
I reglementet från 1859 används begreppen ”liderlig” och ”lös”. ”Liderliga” kvinnor var kvinnor som skulle kontrolleras på grund av en avvikande sexualitet, det behövde inte betyda att de sålde sex. De var otyglade, sinnliga och oberäkneliga. En ”liderlig” kvinna kunde vara prostituerad på grund av en längtan efter världsliga ting – klänningar, smycken, ett liv i lyx. De ansågs sakna moral, och föredra prostitutionens enkla pengar snarare än ett ärligt arbete. Enligt vissa läkare var den liderliga kvinnan den viktigaste att registrera och kontrollera hennes förmåga att se respektabel ut och det faktum att hon låtsades vara hederlig, gjorde att hon lurade sina kunder att tro att hon var mer respektabel än hon egentligen var.
En lös kvinna blev inte reglerad på grund av en avvikande sexualitet eller för att hon prostituerade sig. Lös syftade snarare till avsaknad av arbete, bostad eller både och. Myndigheterna menade att för en kvinna i en sådan situation var prostitution en alltför lättåtkomlig källa till inkomst. Byråskrivning, med dess regelbundna gynekologiska undersökningar, blev något av en försiktighetsåtgärd. Detta gällde dock inte alla kvinnor – bara de ur arbetarklassen. Liknande misstankar fanns inte om de övre klassernas skyddade och moraliska döttrar. Det vill inte säga att det var omöjligt för lösa kvinnor att sälja sex, det var bara inte det som låg bakom myndigheternas misstankar mot dem.

#### Skapandet av den offentliga kvinnan
En offentlig kvinna var något som skapades av reglementeringssystemet. Om en kvinna kallades liderlig av polisen, och en annan lös, kom de efter registreringen att ha en titel gemensamt. Offentliga, under polisens och läkares kontroll. Efter en registrering, spelade det inte så stor roll om hon faktiskt var prostituerad eller ens sexuellt aktiv eller inte. Samhället såg likväl henne på samma sätt. Hon var en kvinna myndigheterna märkt som farlig, osedlig, avvikande. Någon som hederliga människor skulle kontrollera och undvika. Historikern Yvonne Svanström använder också begreppet: hänvisande till de kvinnor som kunde vistas i offentliga rum under slutet av 1800-talet. Kvinnor som serverade eller sålde sex på exempelvis kaffehus. Detta gjorde det svårare för andra kvinnor att vistas i vissa offentliga rum, i offentliga debatter. Risken fanns för dem att bli märkta som offentliga kvinnor, med samma negativa sexuella innebörd.

#### Den fallna kvinnan
Den fallna kvinnan figurerade mycket i litteratur, artiklar och debatter om vad som idag kallas prostitution, snarare än som en del av reglementeringen. Begreppet användes särskilt under slutet av 1800-talet, i samband med sedlighetsdebatten. Om begrepp som ”liderlig” eller ”lös” hänvisar till varför en kvinna kunde bli reglementerad eller vad som ledde till hennes situation, hänvisar ”fallen” till denna situation specifikt. En kvinna som var avvikande från tidens kvinnoroll. ”Fallen” från moralen och sedlighetens bana. En del av reglementeringen, eller en icke-registrerad liderlig kvinna. Exempelvis en kvinna ur medelklassen som blivit förförd, och nu "fallit" från bättre omständigheter. Kanske i behov av räddning, om det var möjligt. Fallen kunde också hänvisa till den fattiga kvinnan som sålde sex på grund av nöd- ädel- och populär inom exempelvis litteratur och räddningsorganisationer. Begreppet fallen användes följaktligen inte av läkare eller andra myndigheter; istället användes det av allmänheten i ett beskrivande, eller fiktionaliserande, av hur eller varför en kvinna var avvikande (prostituerad).

### 1900-talet
Reglementeringen av kvinnorna i prostitutionen kan sägas vara definitivt upphävd i och med Lex Veneris 1918.
Under 1900-talet när den rasbiologiska ideologin svepte över landet var prostituerade en av de grupper som tvångssteriliserades.

#### Hor och prostitution
Hor betydde fram till 1937 enligt lagtext könsumgänge mellan en gift och en ogift person. I äldre tider straffades det hårt, speciellt mot kvinnor. 1779 tog Gustav III bort dödsstraffet på horsbrott och 1937 avkriminaliserades det helt.
Utbytet av sexuella tjänster mot betalning har haft många fler benämningar genom historien. Däribland "skörlevnad", "otukt", "skökoskap", "sexslaveri" och "sexarbete". Det var först i mitten av 1800-talet ordet "prostituerad" började användas av myndigheter och läkarkår för att beteckna kvinnor som sålde sex. Innan det användes ord som "sedeslösa" eller "liderliga kvinnor.

#### Sent 1900-tal
1960-talet innebar en liberalisering av sexualmoralen i samhället, delvis påverkat av ökad tillgång av preventivmedel (se p-piller) och en svagare religiositet i befolkningen. Det innebar att tillfälliga sexuella relationer blev mer accepterade. Sekundärt påverkades synen på prostitution och andra typer av kommersiellt sex, inklusive pornografi. 1971 legaliserades produktion och spridning av pornografi i landet, och samma år tillsatte regeringen Palme en sexualbrottsutredning med syfte att utreda en ny lagstiftning runt sexualbrott.
När sexualbrottsutredningen 1976 presenterade sina tankar, föreslog man att lindra straffet för våldtäkt, tillåta incest bland vuxna och sänka "byxmyndigheten" till 14 års ålder. Dessa starkt sexualliberala förslag mötte hård kritik från kvinnorörelsen och de borgerliga partierna, och det kommande regeringsskiftet innebar att inget av utredningens förslag lades fram för riksdagen. Däremot tillsattes en ny utredning, 1977 års sexualbrottskommitté som lämnade sina förslag 1982.
Parallellt arbetade en separat prostitutionsutredning 1977–1980, primärt som ett resultat av Stig Larssons och Sven-Axel Månssons påbörjade forskning kring den svenska prostitutionen. Ordförande för utredningen var moderaten Inger Lindquist, och det hela resulterade bland annat i rapporten SOU 1981:71. Den utredningen bidrog till att omdefiniera prostitution, från "prostituerade kvinnor" till "transaktion mellan två parter", och djupintervjuer med säljare av sexuella tjänster berättade om psykologiska försvarsmekanismer.
Under 1980-talet förändrades samhällsklimatet, delar av 1970-talets liberalisering av sexbranschen återkriminaliserdes (inklusive sexshower, barn- och våldspornografi). 1990-talet innebar en ökad inströmning i landet av utländska prostituerade, en ökad gatuprostitution och ett ökad medvetenhet om människohandel för sexuella ändamål. Den öppna medialiseringen sexualiteten i samhället ledde till kritik, och allt sammantaget ledde samhällsdebatten och "kvinnofridsutredningar" fram till ett förslag om att kriminalisera sexköp i syfte att minska problemen kring prostitutionen. Detta skedde i Sverige ungefär samtidigt som länder som Danmark, Nederländerna, Tyskland och Nya Zeeland legaliserade eller avkriminaliserade större delar av sexbranschen.

#### Sexköpsförbud i Sverige 1999
Efter en utdragen och hetsig debatt förbjöds köp av tillfällig sexuell förbindelse mot ersättning den 1 januari 1999 genom den så kallade sexköpslagen. Moderaterna och Folkpartiet röstade emot lagen, och Kristdemokraterna lade ned sina röster. Lagen togs den 1 april 2005 in i Brottsbalken. Straffet är böter eller fängelse i högst ett år, och 2022 skärptes detta till endast fängelse i högst ett år. Lagen har sedermera införts i ett antal andra länder, med varierande resultat (se nordiska modellen kring prostitution).
Motiveringen finns i utredningen Könshandeln (SOU 1995:15), som dock föreslog kriminalisering av både köp och försäljning. Utredningen inriktade sig huvudsakligen på heterosexuella förbindelser, då homosexuella förbindelser tydligen bedömdes mindre problematiska. Enligt utredningen är de kvinnliga prostituerade ofta missbrukare av narkotika eller alkohol och har i ökande omfattning psykiska störningar, även om kunskapen om säljarna i könshandeln enligt utredningen i stort är begränsad till kvinnorna i den synliga prostitutionen på gatan. De har fått en dålig start i livet, tidigt berövats sin självrespekt och fått en negativ självbild. Männen som är köpare är avvikande när det gäller inställningen till sexualitet och kvinnor, ibland med allvarliga problem när det gäller synen på och förhållningssättet till sexualitet. Prostitutionskontakterna innebär sexuell utlevelse utan relation, närhet eller krav, i motsats till genuina mänskliga kontakter. "Troligen skulle många av männen behöva behandling". Prostitutionen är enligt utredningen också skadlig för utvecklingen mot ett jämställt samhälle: "Att män kan köpa tillträde till kvinnors kön för att tillfredsställa sina egna sexuella behov strider mot uppfattningen om alla människors lika värde och strävandena mot full jämställdhet mellan kvinnor och män. Könshandeln förmedlar enligt utredningen en oacceptabel människosyn och är ett hinder för individens utveckling."
2011 kom en redovisning ut från regeringens handlingsplan om prostitution och människohandel för sexuella ändamål. Utredningens förslag berörde bland annat att utvidga möjligheterna att i Sverige lagföra sexköpsbrott som begåtts utomlands. Utredningen la också fram att straffmaximum för köp av sexuell tjänst bör höjas från fängelse i sex månader till fängelse i ett år. Med lagskärpningen 2022 togs böter bort ur straffskalan.

### 2000-talet
Många av sexsäljarna kallar sig på internet för "eskorter". Prostitutionsgrupperna i Malmö, Göteborg och Stockholm har tidigare haft sitt fokus på främst gatuprostitution, men i och med att sexhandeln alltmer flyttat över till nätet så har fokus flyttats över även dit. Även de flesta studier och rapporter angående prostitution har gjorts på gatuförsäljning av sexuella tjänster.
I och med anonymiteten på internet har sexhandeln blivit mer lättillgänglig för såväl köpare som säljare. Sexförsäljning sker på kontaktsidor arrangerade för just detta ändamål samt på vanliga dejtingsidor där försäljning sker under mer eller mindre förtäckta ordalag. Försäljning sker via webbkamerashower, såväl som vid arrangerade träffar på exempelvis på hotell eller i kundens hem. Den svenska polisen ansåg/bedömde 2022 att 80 procent av thaimassagesalongerna i Sverige även erbjöd sexuella tjänster.
En ny typ av prostitution/sexarbete är den som webbkameramodellande erbjuder. Det är en "virtuell" prostitution, eftersom det innebär digital kommunikation utan fysisk kontakt, och kan jämföras med produktion och direktdistribution av pornografi. Den mest kända plattformen på senare år är Onlyfans, som även har fått ökad användning i Sverige. 2025 skärptes den svenska sexköpslagen, vilket jämställde sexuella handlingar på distans med fysiska handlingar mellan två närvarande personer. Därmed kriminaliserades köp av sexuella handlingar via webbkamera, där köparen kan kommunicera sina önskemål till säljaren; förinspelat material (pornografi) är dock fortfarande tillåtet.
2025 bekräftade ansvarig svensk minister att regeringen ser prostitution som sexuellt utnyttjande, sexköpare förövare och sexsäljare brottsoffer. Sexsäljare som inte ser sig som brottsoffer och inte vill avbryta sin inkomstbringande verksamhet kan dock inte räkna med samhällets stöd, och även stödet ut ur sexbranschen är ojämnt och bristfälligt. Den svenska staten har återkommande lyft kopplingen mellan prostitution och människohandel, men samtidigt hade år 2023 endast en av sju svenska polisregioner en särskild "människohandelsgrupp". Åtal för människohandel är mycket sällsynta i svenska domstolar.

## Sentida debatt
Sammanlagt omnämns prostitution i över 270 offentliga utredningar mellan 1922 och 2016.
I Sverige stöddes, enligt en undersökning som gjordes 2006, sexköpslagen av 80 procent av svenska folket.
På senare år har Sveriges Kvinnolobby och Kvinnofronten ordnat föreläsningar och tryckt skrifter om kampen mot pornografi och prostitution. Louise Eek är en debattör som med utgångspunkt i egen erfarenhet av prostitution föreläser om varför sexköp inte är förenligt med kvinnors rättigheter. Isabella Lund är en kvinna som även hon har erfarenheter ur sexbranschen, och hennes blogg vann titeln Årets politiska blogg 2007. En del debattörer förespråkar legalisering av sexköp, för sexsäljarnas bästa, och menar att det är en rättighet att köpa och sälja sex så länge det sker med ömsesidighet och respekt för varandras vilja. I början på 2000-talet väckte socialantropologen och debattören Petra Östergren uppmärksamhet, bland annat genom sin bok Porr, horor och feminister. En annan aktiv debattör och flitigt anlitad föreläsare, inte minst internationellt, är strippan och sexarbetaraktivisten Pye Jakobsson. 2008 presenterade Charlotta Holmström och May-Len Skilbrei sin studie Prostitution i Norden, genomförd på uppdrag av Nordiska ministerrådet. Där noterade de att den svenska lagstiftningen då var unik i Norden, med sitt uttalade syfte att avskaffa prostitutionen som fenomen via en normerande och disciplinerande lagstiftning med fokus på jämställdhet.
De flesta undersökningar har fokuserat på vuxna prostituerade, framförallt på kvinnor. Enligt Ungdomsstyrelsens sammanfattning av flera studier, vilken kom ut 2012, blev resultatet att 0,8 procent av flickorna och 2,1 procent av pojkarna i åldern 16–25 år sagt att de fått ersättning för sex. Med ersättning respektive sexuell handling har man valt ett relativt vitt begrepp – så som att sova över hos en kompis i utbyte mot alkohol eller exempelvis att visa sin penis i en webbkamera mot att få sin kontantkortstelefon laddad. I jämförelsen mellan en studie gjord 2004 och en studie gjord fem år senare hade attityden till sex mot ersättning blivit mer positiv.
Både RFSL och Amnesty International vill avkriminalisera köp av sexuell tjänst.
Irland har kritiserat den svenska sexköpslagen för att vara ideologisk och baserad på att alla sexköp är en form av våld. Landet har dock senare (2017) infört en lag mot sexköp enligt den svenska modellen. Erfarenheterna efter lagens införande har dock varit blandade.

## Organisering

### Aktiva
Organiserandet av prostituerade i Sverige – för fackligt eller intressemässigt samarbete – har sällan lett till några långlivade organisationer. Det anses delvis bero att samhället via exempelvis sexköpslagen tydligt motarbetar verksamheten, och tongivande opinionsbildare anser inte att sexarbete är att jämföra med arbete. En annan orsak är den stora andelen "gästarbetare" med dåliga kunskaper i svenska som utgör stora delar av de aktiva på den svenska marknaden.
I Sverige skapades 2017 föreningen Fuckförbundet, del av det internationella nätverket Global Network of Sex Work Projects (NSWP) och senare namnbytt till/ersatt av Red Umbrella Sweden (RUS). Fuckförbundet var ett nätverk och intresseorganisation för sexarbetare som vill avkriminalisera att köpa sex av prostituerade. RUS säger sig arbeta för alla som verkar inom de olika delarna av sexbranschen i Sverige, inklusive webbkameramodeller, porrskådespelare, strippor, erotiska massörer, arbetare på bordell med mera. Man ägnar sig bland att åt samarbete kring forskning runt sexbranschen, tillsammans med ESWA, European Sex Workers' Rights Alliance.

### Aktiva och före detta
2007 startades ett nätverk för människor med erfarenhet av prostitution eller sexbranschen, Nätverket PRIS (Prostituerades Revansch I Samhället.) I PRIS kan endast de som själva varit i sexbranschen bli medlemmar. Nätverket #intedinhora arbetar för att stötta prostituerade och tidigare prostituerade.
En annan organisation heter Rose Alliance (med Pye Jakobsson som talesperson), tidigare Rosea, och den välkomnar alla som själva arbetar eller har arbetat med sex eller erotik i någon form; Rose Alliance accepterar alltså endast medlemmar som har personlig erfarenhet av sexbranschen. De hade vid mitten av år 2011 över 150 medlemmar, bestående av aktiva och före detta aktiva sexarbetare. Rose Alliance deltog år 2011 och 2012 med lastbil i Stockholm Pride.
Organisationen Rose Alliance i Sverige menar att människor som säljer sex har en vid variation av erfarenheter, men även att sexköpslagen och kopplerilagen förvärrar sexarbetarnas situation. Medlemmar ur organisationen menar att liksom andra stigmatiserade minoritetsgrupper, i synnerhet när det kommer till frågor som rör sex, så är orsaken till våld och psykisk ohälsa främst grundat på den hårda stigmatisering som de utsätts för av samhället. De menar även att det våld som sexarbetare utsätts för rättfärdigas genom stigmatiseringen. 

### Före detta aktiva
I och med #metoo-kampanjen 2017/2018 inleddes upproret #intedinhora. Detta kom sedan att leda till en förening med medlemmar (alla med erfarenhet av prostitution, i deras språkbruk "kommersiell sexuell exploatering"), som organiserar sig, ägnar sig åt opinionsbildning, möter politiker, håller föreläsningar, har medlemsträffar och en stödverksamhet. Föreningen ställer sig positiv till sexköpslagen. De ställer dock krav på ett starkare rättsskydd för personer inom prostitution, förebyggande insatser som höjt existensminimum och tidigare möjligheter till skuldsanering, samt kompetenshöjande insatser inom vård, skola och socialtjänst.
#intedinhora använder inte termen sexarbete, eftersom de menar att prostitution är en utsatthet. I uppropet skrevs följande: 
Prostitution benämns ofta som världens äldsta yrke, men det stämmer inte. Det ska snarare beskrivas som ett av världens äldsta förtryck. Att prostitution är ett yrke är en seglivad myt som förminskar utsattheten hos personer i prostitution och normaliserar sexköp. Inget barn växer upp och drömmer om att sälja sin kropp.